# تيكن تاغ تورنمنت
تيكن تاغ تورنمنت (باليابانية: 鉄拳タッグトーナメント، بالروماجي: Tekken Taggu Tōnamento) هي لعبة فيديو من نوع آركيد، أنتجت عام 1999م لنظام جهاز آركيد، وصدرت لنظام بلاي ستيشن 2 عام 2000م، وأعيد إصدارها لنظام بلاي ستيشن 3 عام 2011م.

## وصلات خارجية
- الموقع الرسمي (باليابانية)